# Čaša
Čaša je posuda uglavnom od stakla koje ljudima služe za unos raznih tekućina.
Staklo omogućava pogled na tekućinu koju konzumira. U odnosu na šalicu čaša je neprikladna za piće toplih napitaka.
Čaše postoje u raznim oblicima.